# Laura Lenghi
Laura Lenghi (Roma, 30 aprile 1968) è una doppiatrice italiana.

## Biografia
È la voce italiana ricorrente di Hilary Swank, Jennifer Garner e Neve Campbell; al cinema ha inoltre doppiato, fra le altre, Elsa Pataky nella saga di Fast & Furious e Milla Jovovich ne Il quinto elemento di Luc Besson; in televisione ha dato voce alle attrici Renée O'Connor in Xena, Lark Voorhies in Bayside School, Olivia Wilde in Dr. House - Medical Division, Sonja Baum in Julia - La strada per la felicità, Danai Gurira in The Walking Dead. Nel campo dell'animazione ha dato voce, in particolare, a Paperina nei cartoni Disney dal 1997, al personaggio di Mulan dall'omonimo film, Iriza Legan nell'anime Candy Candy, Peline in Peline Story, Hikaru Hiyama in Capricciosa Orange Road nel doppiaggio Dynamic Italia, Leshawna nella serie A tutto reality, Aisha in Winx Club e Shego in Kim Possible.
Nel 2005 ha ottenuto l'Anello d'oro come miglior voce femminile per il cinema con il doppiaggio di Hilary Swank in Million Dollar Baby.
È sposata con il direttore di doppiaggio Luigi Tesei, da cui ha avuto tre figli, due tra i quali (Luca e Sara, nati nel 2003 e 2007) sono anch'essi doppiatori.

## Doppiaggio

### Film
- Hilary Swank in Million Dollar Baby, Red Dust, Black Dahlia, P.S. I Love You, Amelia, The Homesman, Lolita - I peccati di Hollywood, Capodanno a New York, The Resident, Mary e Martha, La truffa dei Logan, 55 passi, I Am Mother, What They Had, The Hunt
- Jennifer Garner ne La rivolta delle ex, Appuntamento con l'amore, Arturo,  L'incredibile vita di Timothy Green, Danny Collins - La canzone della vita, Miracoli dal cielo, Tuo, Simon, Yes Day, The Adam Project, Family Switch
- Neve Campbell in Scream, Scream 2, Studio 54, Scream 3, Relative Strangers - Aiuto! sono arrivati i miei, Scream 4, Chi ha ucciso la signora Dearly?, Scream
- Olivia Wilde in Tron: Legacy, The Words, L'incredibile Burt Wonderstone, Natale all'improvviso, Richard Jewell
- Nikki Reed in Twilight, The Twilight Saga: New Moon, The Twilight Saga: Eclipse, The Twilight Saga: Breaking Dawn - Parte 1, The Twilight Saga: Breaking Dawn - Parte 2
- Elsa Pataky in Fast & Furious 5, Fast & Furious 6, Fast & Furious 7, Fast & Furious 8
- Halle Berry in Lontano da Isaiah, Cloud Atlas, The Call, Bruised - Lottare per vivere
- Michelle Monaghan in North Country - Storia di Josey, Kiss Kiss Bang Bang, La formula della felicità
- Lynn Hung in Ip Man, Ip Man 2, Ip Man 3
- Penélope Cruz in Belle Époque, La ribelle
- Sarah Jessica Parker ne Il club delle prime mogli, Extreme Measures - Soluzioni estreme
- Mía Maestro in Poseidon, Sequestro lampo
- Robin Tunney in Giovani streghe, Empire Records
- Alanna Ubach in Hello Denise!, Freeway - No Exit
- Emmanuelle Devos in Sulle mie labbra, L'amore sospetto
- Tammy Blanchard in Rabbit Hole, Into the Woods
- Idina Menzel in Come d'incanto, Come per disincanto - E vissero infelici e scontenti
- Marie Gillain in Autoreverse, L'enfer
- Natasha Hovey in Acqua e sapone
- Julie Dawn Cole in Willy Wonka e la fabbrica di cioccolato (ridoppiaggio)
- Scott Nemes in Una pazza vacanza di Natale
- Demi Moore in Una folle estate
- Robin Weaver in Festa in casa Muppet
- Hillary Wolf in Mamma, ho riperso l'aereo: mi sono smarrito a New York
- Lauryn Hill in Sister Act 2 - Più svitata che mai
- Shannon Doherty in Generazione X
- Kieran Culkin in Il padre della sposa 2
- Milla Jovovich ne Il quinto elemento
- Thandie Newton in Gridlock'd
- Natasha Gregson Wagner in Strade perdute
- Elizabeth Hurley in Martin il marziano
- Patricia Arquette in Al di là della vita
- Joely Fisher in Inspector Gadget
- Lexa Doig in Jason X
- Julia Rayner in Il pianista
- Erin Daniels in One Hour Photo
- Kelly Rowland in Freddy vs. Jason
- Tamala Jones in Head of State
- Sarah Silverman in School of Rock
- Kerry Washington in Lei mi odia
- January Jones in Le tre sepolture
- Catherine Lough Haggquist in Alone in the Dark
- Alicia Witt in Litigi d'amore
- Beyoncé in La Pantera Rosa
- Kate Bosworth in Superman Returns
- Keri Russell in Mission: Impossible III
- Rose Byrne in 28 settimane dopo
- Alicia Keys ne Il diario di una tata
- Mary-Louise Parker ne L'assassinio di Jesse James per mano del codardo Robert Ford
- Elizabeth Banks in Fred Claus - Un fratello sotto l'albero
- Eva Mendes in The Women
- Annie Parisse in Certamente, forse
- Moon Bloodgood in 8 amici da salvare
- Misty Upham in Frozen River - Fiume di ghiaccio
- Dana Goodman in La Coniglietta di casa
- Kari Wahlgren in Alieni in soffitta
- Leslie Mann in 17 Again - Ritorno al liceo
- Lela Rochon in Istinti criminali
- Jenna Fischer in Solitary Man
- Samaire Armstrong in Il passato non muore mai
- Dagmara Domińczyk in C'era una volta a New York
- Hannah Ware in Hitman: Agent 47
- Anne Azoulay in Black Box - La scatola nera
- Ming-Na Wen in Karate Kid: Legends

### Film d'animazione
- Qui, Quo e Qua in Zio Paperone alla ricerca della lampada perduta, Topolino e la magia del Natale, Il bianco Natale di Topolino - È festa in casa Disney, Topolino & i cattivi Disney, Topolino strepitoso Natale!
- Paperina in Topolino, Paperino, Pippo: I tre moschettieri, Topolino e la magia del Natale, Il bianco Natale di Topolino - È festa in casa Disney, Topolino & i cattivi Disney, Topolino strepitoso Natale!
- Mulan (dialoghi) in Mulan, Mulan II, Ralph spacca Internet
- Aisha in Winx Club - Il segreto del regno perduto, Winx Club 3D - Magica avventura, Winx Club - Il mistero degli abissi
- Shego in Kim Possible - Viaggio nel tempo, Kim Possible - La sfida finale
- Naomi Armitage in Armitage III: Poly-Matrix, Armitage III: Dual-Matrix
- Diva in Cuccioli - Il codice di Marco Polo, Cuccioli - Il paese del vento
- Esmeralda in Galaxy Express 999 - The Movie
- Titti ne Le 1001 favole di Bugs Bunny
- Alvin ne Le avventure dei Chipmunk (secondo doppiaggio)
- Sid Philips in Toy Story - Il mondo dei giocattoli
- Nerdluck Blanko in Space Jam
- San/Principessa Mononoke in Princess Mononoke (1ª ediz.)
- Hikaru Hiyama in Orange Road The Movie: ...e poi, l'inizio di quella estate... (1ª ediz. - Dynamic Italia)
- Piloff in Bartok il magnifico
- Miss Zenzuella in Jungle Jack - Il grande film del piccolo Ugo!
- Kaolla Su in Love Hina Christmas Special
- Beret Girl in Estremamente Pippo
- Mira Nova in Buzz Lightyear da Comando Stellare - Si parte!
- Madellaine ne Il gobbo di Notre Dame II
- Stacy in Cheerleaders - La supersquadra
- Trixie St. Claire in The Country Bears - I favolorsi
- Luna in Sailor Moon R The Movie - La promessa della rosa (ediz. Shin Vision)
- Haruna in Chi ha bisogno di Tenchi? - The Movie - Memorie lontane
- Principessa Aurora in Disney Princess: Le magiche fiabe - Insegui i tuoi sogni
- La moglie in Ortone e il mondo dei Chi
- Leonette in Due leoni per un trono
- Dottoressa Smothers in Space Chimps - Missione spaziale
- Sayla Mass in Mobile Suit Z Gundam Trilogy[2]
- Dilandau Albatou in Escaflowne - The Movie
- Debbie in Angry Birds 2 - Nemici amici per sempre
- Moeka Kiryū in Steins;Gate: The Movie - Load Region of Déjà Vu
- Isabel Vasques in Firebreather

### Serie televisive
- Ming-Na Wen in Agents of S.H.I.E.L.D., The Mandalorian, The Book of Boba Fett
- Hilary Swank in Trust, Away, Daily Alaskan
- Merrin Dungey in C'era una volta, Big Little Lies
- Taraji P. Henson in Boston Legal, Empire
- Katherine Moennig in The L Word, The L Word: Generation Q[3]
- Danai Gurira in The Walking Dead, The Walking Dead: The Ones Who Live
- Olivia Wilde e Katheryn Winnick in Dr. House
- Dana Plato in Il mio amico Arnold
- Cláudia Abreu in Atto d'amore
- Lindsay Price in Beverly Hills 90210
- Karina Tulks in Micaela
- Jennifer Garner in Alias
- Melissa Joan Hart in Clarissa
- Renée O'Connor in Xena - Principessa guerriera
- Amy Adams in Smallville
- Tammy Townsend in K.C. Agente Segreto
- Leonore Capell in La nostra amica Robbie
- Anna Belknap in CSI:NY
- Jennifer Finnigan in Close to Home - Giustizia ad ogni costo
- Gemma Chan in Doctor Who
- Natalia Tena ne Il Trono di Spade
- Nina Lisandrello in  Beauty and the Beast
- Justina Machado in Devious Maids - Panni sporchi a Beverly Hills
- Manuela Velasco in Velvet (st. 1-2)
- Alana de la Garza in Forever
- Jodie Turner-Smith in Nightflyers
- Daniella Pineda in What/If
- Jennifer Wigmore in Alex Cross

### Serie animate
- Paperina in Quack Pack, Mickey Mouse Works, House of Mouse - Il Topoclub, La casa di Topolino, Topolino, Topolino - Strepitose avventure, Topolino - La casa del divertimento, DuckTales
- Leshawna in A tutto reality: L'isola, A tutto reality: Azione!, A tutto reality: Il tour, A tutto reality - Le origini
- Qui, Quo e Qua in DuckTales - Avventure di paperi (stagioni 2-4), Mickey Mouse Works, House of Mouse - Il Topoclub
- Mulan e Principessa Aurora in House of Mouse - Il Topoclub, Sofia la principessa
- Aisha in Winx Club, World of Winx
- Magà ne Le avventure dell'Ape Magà (3ª voce), Il ritorno dell'Ape Magà
- Colin, La Fiamma e Duca Duck in Animaniacs[4]
- Rosalie e Peline (4ª voce) in Peline Story
- Dizzy la betoniera e Trottola (2ª voce) in Bob aggiustatutto
- Candy e NDND (st. 8+) in Futurama[5]
- Shego in Kim Possible
- Bijo in K.O. Century Beast III
- Betty Martin ne Gli Astromartin
- Shitow Haruka in RahXephon
- Laure in Mazinkaiser
- Anita Knight in The Secret Show
- Eva Durricks in Virtua Fighter
- Voce narrante in Ippotommaso
- Iriza Legan in Candy Candy
- Wendy Newman in Palla al centro per Rudy
- Patty in 5 amici sottosopra
- Paletta in Babalous
- Jessica "Jessie" Bannon ne Le avventure di Jonny Quest
- Sayla Mass in Mobile Suit Gundam
- Toko in Lalabel
- Reika Ross "Madame Butterfly" in Jenny la tennista (2ª ediz. italiana)
- Harley Quinn ne Le avventure di Superman
- Hikaru Hiyama in Capricciosa Orange Road (doppiaggio Dynamic Italia)
- Dilandau Albatou ne I cieli di Escaflowne
- Diva in Cuccioli
- Mira Nova in Buzz Lightyear da Comando Stellare
- Eleanor Little in  Stuart Little
- Sunny Stevens/Iesha ne La famiglia Proud
- Principessa in Frog
- Nina in Un cucciolo di nome Clifford
- Kay in Hand Maid May
- Marie in Charlotte (secondo doppiaggio)
- Diane Thurston in Eureka Seven
- Junko Asagiri in Desert Punk
- Arancina in Fragolina Dolcecuore
- Rosa ne Il piccolo principe
- AnnMary in Spike Team
- Lockette in PopPixie
- Moeka Kiryū in Steins;Gate
- Medusa in Avengers Assemble
- Medusa in Soul Eater
- Lavender in Little Charmers
- Mosquito Girl in One-Punch Man
- Regina Beryl in Pretty Guardian Sailor Moon Crystal
- Rikako Oryo in Psycho-Pass
- Donna in Carol e la fine del mondo
- Lydia Deetz in In che mondo stai Beetlejuice?

### Videogiochi
- Paperina in Topolino Asilo,[6] Disney Golf, Epic Mickey 2: L'avventura di Topolino e Oswald,[7] Paperino: Operazione Papero?!,[8] Chi è PK?,[9] Disneyland Adventures[10], Topolino Prescolare[11]
- Qui, Quo e Qua in Paperino: Operazione Papero?!, Topolino Asilo,[6] Chi è PK?[9]
- Elsa e Quorra in Disney infinity
- Sydney Bristow in Alias[12]
- Aurora in Disneyland Adventures[10]